# Zdeněk Vencl
Zdeněk Vencl (* 20. Dezember 1967 in Hradec Králové, Tschechoslowakei) ist ein tschechischer Schauspieler.

## Leben
Zdeněk Vencl wurde 1967 in Hradec Králové geboren und wuchs in der nordböhmischen Industriestadt Most auf. Dort begann er als 16-Jähriger zunächst im J.-K.-Tyl-Amateurtheaterensemble mit der Schauspielerei. Vencl studierte zunächst Bergbauingenieurwesen in Duchcov. Nach einem Jahr Arbeit im Tagebau Lom ČSA bewarb er sich dann aber an der Theaterfakultät DAMU. Von 1991 bis 1994 trat er mit dem Ensemble Kašpar auf und ging nach dessen Aufsplittung mit Michal Dočekals Gruppe Theater Divadla Komedie, wo er bis zum Jahr 2002 engagiert blieb. Im Anschluss war Vencl freiberuflich tätig und trat in verschiedenen Prager Theatern wie auf Branické divadlo, Divadlo Bez zábradlí oder dem Divadlo Palace und auch in Musical-Inszenierungen auf. Daneben widmete Vencl sich zum Ausgleich dem Bodybuilding und erreichte 2004 damit das Finale der nationalen Meisterschaft in der Kategorie bis 80 kg, wo er den 6. Platz belegte.
Aufgrund seines wuchtigen Aussehens wird Vencl oft als Soldat, Polizist oder Krimineller besetzt. 1993 verkörperte er in Joseph Vilsmaiers Anti-Kriegsfilm Stalingrad den Gefreiten Wölk (dort synchronisiert von Michael Rüth). Später besetzte Vilsmaier Vencl erneut in kleineren Rollen in seiner Literaturverfilmung Schlafes Bruder (1995) und dem Holocaust-Drama Der letzte Zug (2006). Von 2016 bis 2018 war Vencl in 139 Folgen der Comedy-Serie Ohnivý kure als Vilda „Vicky“ Zednícek zu sehen.

## Filmografie (Auswahl)
- 1991: Tankový prapor
- 1993: Stalingrad
- 1993: Sakalí léta
- 1994: Rád
- 1994: Ziletky
- 1995: Schlafes Bruder
- 1996: Malostranske humoresky
- 1997: Mein Liebling, der Tyrann (The Beautician and the Beast)
- 1998: Les Misérables
- 1999: Praha ocima
- 1999: Le sourire du clown
- 1999: Kanárek
- 2000: Prípady detektivní kanceláre Ostrozrak (Fernsehserie, 2 Episoden)
- 2001: Zdivocelá zeme (Fernsehserie, 7 Episoden)
- 2001: Cerní andelé (Fernsehserie, 1 Episode)
- 2001: Vlci ve meste (Fernsehfilm)
- 2002: Perníková vez
- 2002: Entführung nach Hause (Únos domú)
- 2004–2006: Help! I’m a Teenage Outlaw (Fernsehserie, 4 Episoden)
- 2006: Der letzte Zug
- 2006: Pravidla lzi
- 2006: Místo v zivote (Fernsehserie, 4 Episoden)
- 2007: Letiste (Fernsehserie, 1 Episode)
- 2008–2014: Kriminálka Andel (Fernsehserie, 3 Episoden)
- 2009: Proc bychom se netopili (Fernsehserie, 1 Episode)
- 2010: Ach, ty vrazdy! (Fernsehserie, 1 Episode)
- 2011: Expozitura (Fernsehserie, 3 Episoden)
- 2012: Láska je láska
- 2013: Sanitka II (Fernsehserie, 1 Episode)
- 2014: Bony a klid II
- 2016: Polda (Fernsehserie, 1 Episode)
- 2016–2018: Ohnivý kure (Fernsehserie, 139 Episoden)
- 2017: Policie Modrava (Fernsehserie, 1 Episode)
- 2017: Specialisté (Fernsehserie, 1 Episode)
- 2018: Modrý kód (Fernsehserie, 1 Episode)
- 2020: Slunecná (Fernsehserie, 12 Episoden)